# Hiato (geología)

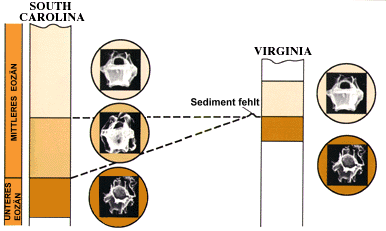
Representación de un hiato. En la columna estratigráfica de Virginia falta una capa correspondiente a un lapso de tiempo que sí está presente en la de Carolina del Sur

En geología, se denomina hiato a un intervalo de tiempo que no está representado por estratos en un lugar determinado. Su existencia puede deberse a la erosión o a la ausencia de sedimentación. Cuando entre dos sedimentos en contacto se detecta un hiato, la relación entre ellos se denomina discordancia, aunque hay autores que prefieren reservar este término para las ocasiones en que el hiato abarque un periodo de tiempo prolongado.